# Давидов Денис Васильович
Дави́дов Дени́с Васи́льович (нар. 16 (27) липня 1784, Москва — 22 квітня (4 травня) 1839, село Верхня Маза Сизранського повіту Симбірської губернії, нині Радищевського району Ульяновської області Російської Федерації) — російський поет «пушкінської плеяди», генерал-лейтенант, партизан. Двоюрідний брат відомого російського генерала Олексія Єрмолова.

## Життєпис
Народився в родині командира Полтавського легкокінного полку бригадира Василя Денисовича Давидова (1747–1808), що служив під командуванням Олександра Суворова. До 17 років жив в Україні.
1801 року став юнкером у Кавалергардському полку і 1802 року одержав чин корнета. 1804 року «за писання обурливих віршів» в чині ротмістра переведено в Білоруський гусарський полк, що був розквартирований в м.Звенигородка Київської губернії. 1806 року зараховано в Гусарський лейб-гвардії полк. 1807 рік був початком бойового поприща Давидова: його призначили ад'ютантом до князя Багратіона.
Узимку 1808 року в складі російської армії, що діяла у Фінляндії, пройшов разом з Кульневим до Улеаборгу, зайняв з козаками острів Карлое і, повернувшись до авангарду, відступив по льоду Ботнічної затоки.
Під час франко-російської війни 1812 року Денис Давидов служив підполковником Охтирського гусарського полку, утвореного з розформованого в 1765 році Охтирського слобідського козацького полку, був одним з організаторів та активним учасником партизанського руху. За кілька днів до Бородінської битви Давидов запропонував Багратіону ідею створення партизанського летючого загону. Загін був створений із гусарів та драгунів, але за весь час існування не брав участь у жодній серйозній операції, лише грабував відсталі французькі обози та селян навколишніх поселень.
1814 року Давидов командував Охтирським гусарським полком, знаходився при армії прусського фельдмаршала Блюхера. За заслуги йому присвоїли чин генерал-майора. 1826 року брав участь в Російсько-перській війні, а 1831 року на чолі драгунського полку — у придушенні Листопадового повстання, за що отримав чин генерал-лейтенанта.
Був членом товариства «Арзамас», співпрацював у журналі «Современник». Добре пиячив.

## Творчість
Денис Давидов був автором байок, сатиричних віршів, елегій, які увійшли до збірки 1832 року «Вірші». Відомий як співець гусарського братства й хоробрості. Лірична поезія Давидова відзначається багатством ритміки та мелодики вірша, часто має романсовий характер.